# San Giovanni Rotondo
San Giovanni Rotondo is een plaats in de Italiaanse regio Apulië, in de provincie Foggia. De plaats ligt op het schiereiland Gargano op de zuidelijke helling van de Monte Calvo (1050 m).

## Historie
San Giovanni Rotondo is in 1055 gesticht op de fundamenten van een veel oudere stad. Het is vooral bekend vanwege de heilige Pater Pio die hier van 1916 tot 1968 gewoond heeft. Hij zette hier het ziekenhuis "Casa Sollievo della Sofferenza" op dat tot de modernste van Zuid-Italië behoort.
Van oorsprong is de economie van San Giovanni Rotondo gebaseerd op de landbouw en veeteelt. Met de komst van het grote ziekenhuis en het opkomende toerisme is het grootste deel van de bevolking werkzaam in de tertiaire sector.

## Bezienswaardigheden
- Kerk "Santa Maria delle Grazie"
- Kerk "Giovanni Battista"
- Santuario San Pio da Pietrelcina

## Geboren
- Michele Pirro (1986), motorcoureur
- Pia Carmen Lionetti (1987), handboogschutter

## Afbeeldingen

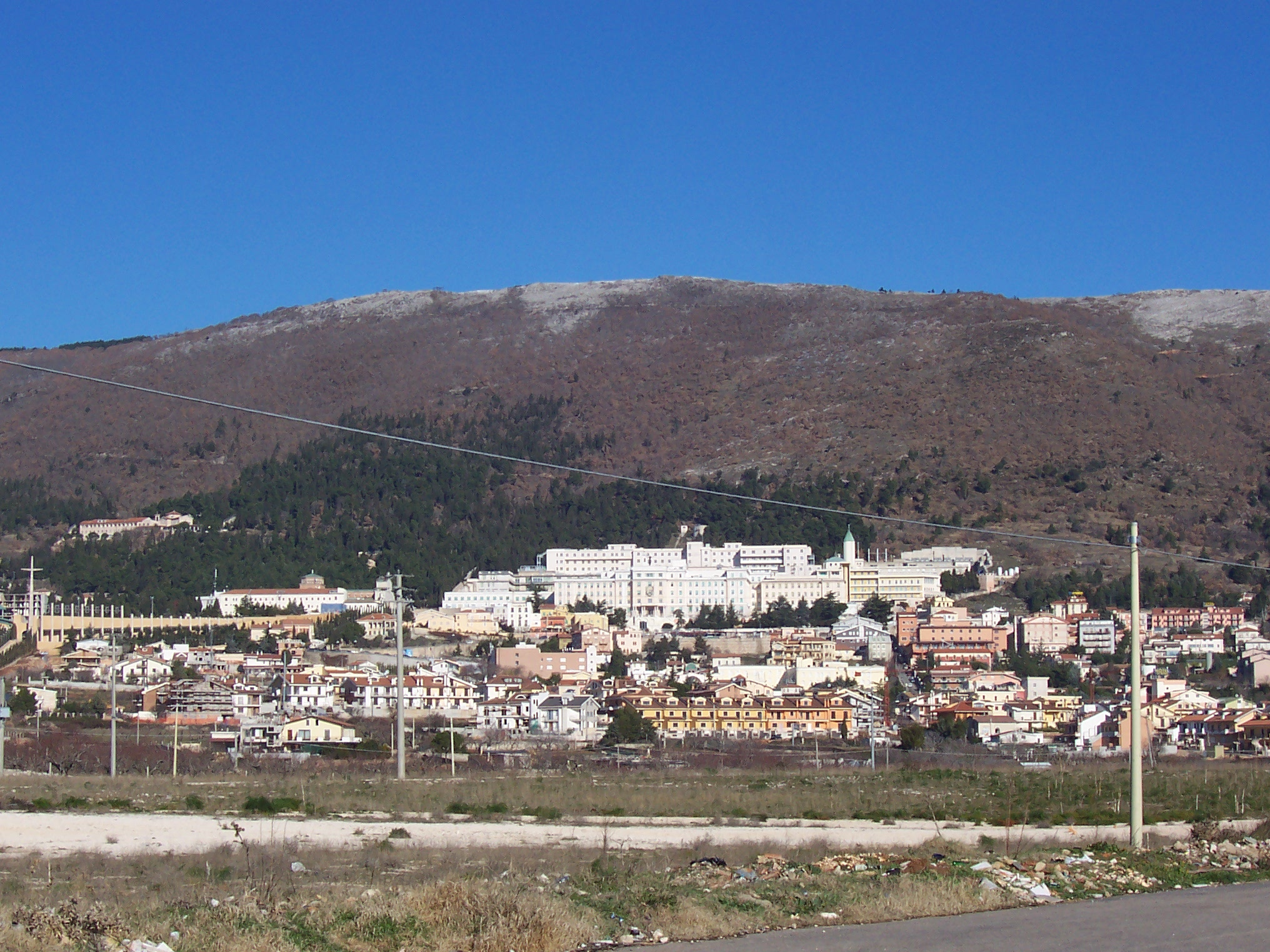
San Giovanni Rotondo
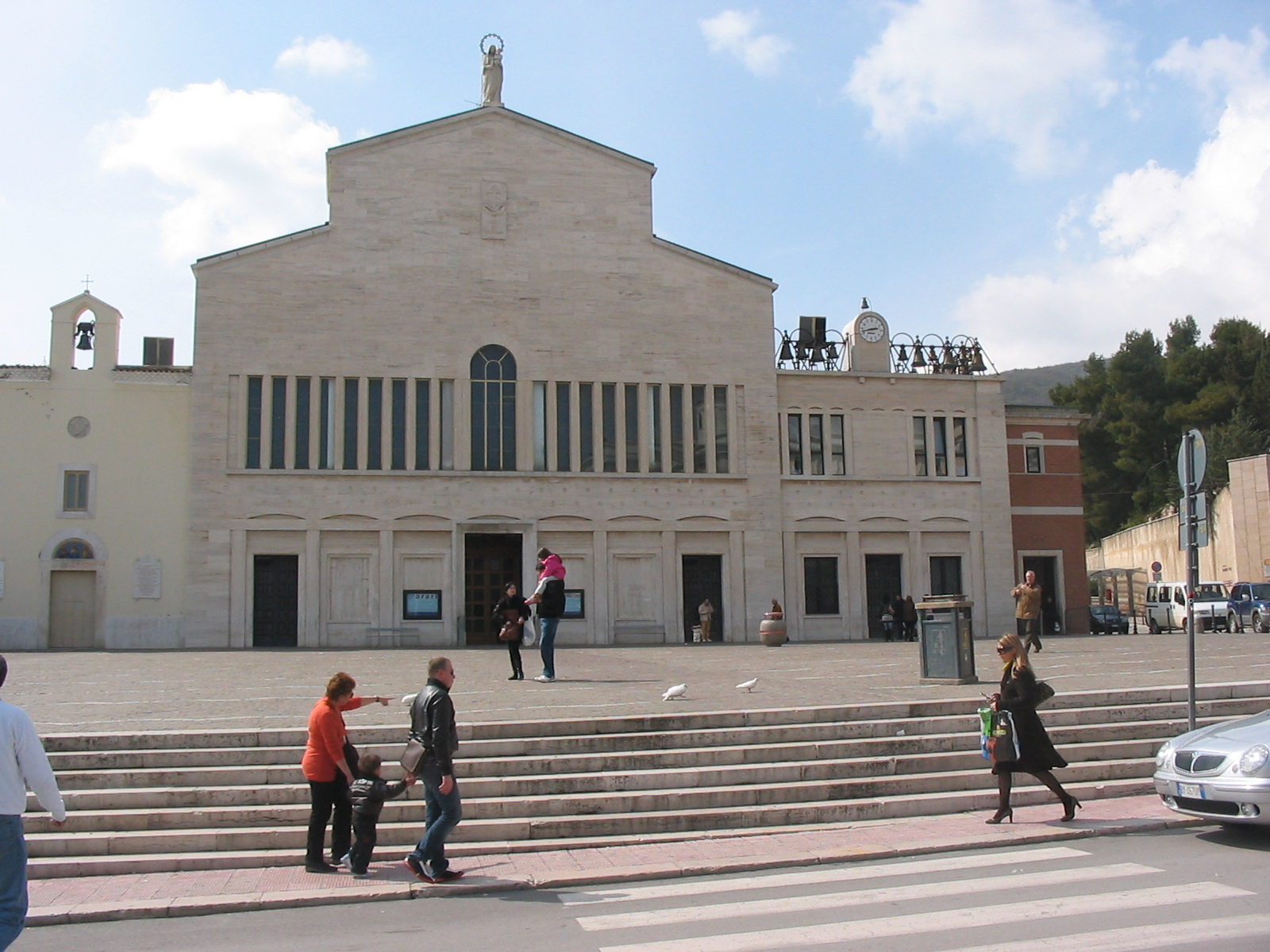
Santa Maria delle Grazie